# Димитрий (Аргирос)
Митрополи́т Дими́трий (греч. Μητροπολίτης Δημήτριος, в миру Спири́дон-Иоа́ннис Аргиро́с греч. Σπυρίδων-Ιωάννης Αργυρός; род. 14 октября 1958, Греция) — епископ Элладской православной церкви, митрополит Кефалинийский (с 2015).

## Биография
Родился 14 октября 1958 года во Фтерно, на Левкосе, в Греции.
В 1982 году поступил на факультет пастырского богословия богословского института Афинского университета, который окончил в 1986 году. С 1986 по 1991 год обучался в аспирантуре Pontificio Istituto di Archeologia Cristiana в Риме. Также окончил аспирантуру в Папском восточном институте.
23 декабря 1980 года был пострижен в монашество в монастыре Веллас.
25 декабря 1980 года был рукоположен в сан иеродиакона, а 26 февраля 1987 года митрополитом Яннинским Феоклитом (Сетакисом) был рукоположен в сан иеромонаха. Служил проповедником в Яннинской митрополии, с 1993 года был директором Высшей духовной школе в Велласе, а с 2007 года — председателем совета Высшей духовной школы Велласа.
9 октября 2015 года решением Священного синода иерархии Элладской православной церкви был избран (69 голосов из 79) для рукоположения в сан митрополита Кефалинийского (архимандрит Николай (Хартульяри) получил 6 голосов и архимандрит Ириней (Калойиру) — 0 голосов + 4 бюллетеня были пустыми). 10 октября 2015 года в церкви Святого Дионисия Ареопагита в Афинах состоялась его архиерейская хиротония, которую возглавил архиепископ Афинский Иероним с членами Синода.